# 王滔
王滔（1976年9月1日—），中国大陆创作歌手、音乐制作人、键盘手、主持人、教师，浙江音乐学院声乐系副主任，曾主持和参与节目《我爱记歌词》，《梦想的声音》，《爱唱才会赢》等，评论过《中国好声音》。

## 演艺经历
2010年，主持《我爱记歌词》。
2011年，参加《中国梦想秀》，和志玲合唱《一生有意义》。
2012年，参与节目《墙来了》。2015年，为重聚演唱会众筹。
2016年，参与节目《梦想的声音》。
2017年，参与横店白日梦音乐节。
2019年，参与稻香生活音乐节。
2020年，和其他领唱重聚合唱《希望就在前方》。

## 著名学生
王滔曾教过叶炫清，邢晗铭，以及单依纯等著名的学生。其中，叶炫清通过《梦想的声音》和王滔上课，后来在《中国新歌声》唱《从前慢》走红，而邢晗铭和单依纯分别为《中国好声音》2019和2020届冠军。单依纯和王滔第一见面的时候，是通过《如此》这首歌曲打动王滔的。

## 绰号
王滔在我爱记歌词当中绰号为天线宝宝。

## 制作歌曲
| 名称               | 备注                                       |
| ------------------ | ------------------------------------------ |
| 《海阔天空》       | 为学生叶炫清制作，是beyond海阔天空的国语版 |
| 《兽血沸腾》主题曲 | 游戏主题曲                                 |
| 《要不要》         |                                            |
| 《一个人的情人节》 |                                            |
| 《阴暗面》         |                                            |
| 《原来我以为》     |                                            |
| 《爱到错位》       |                                            |
| 《观严州》         | 用诗词改编                                 |